# Anomalotinea distinctella
Anomalotinea distinctella är en fjärilsart som beskrevs av Aleksei Konstantinovich Zagulajev 1960. Anomalotinea distinctella ingår i släktet Anomalotinea och familjen äkta malar.
Artens utbredningsområde är Turkmenistan. Inga underarter finns listade i Catalogue of Life.